# Goniopteris aspera
Goniopteris aspera là một loài thực vật có mạch trong họ Thelypteridaceae. Loài này được (C. Presl) C. Presl mô tả khoa học đầu tiên năm 1836.